# Ussita
Ussita är en ort och kommun i provinsen Macerata i regionen Marche i Italien. Kommunen hade 409 invånare (2018).